# Fenestrulina rugula
Espèce
Fenestrulina rugula est une espèce d'ectoproctes (bryozoaires formant des colonies encroutantes), de la famille des Microporellidae (ordre des Cheilostomatida). Là où cette espèce est présente, elle peut - sous forme coloniale - devenir dominante, chaque individu se soudant aux autres. Cet organisme benthique et sessile partage souvent son biotope avec deux autres bryozoaires, Inversiula nutrix et Celleporella bougainvillei.
Cette espèce a été décrite en 1990 par les zoologistes britanniques Peter Joseph Hayward (d) et John Stanley Ryland (d).
Les organismes de cette famille contribuent modestement à la filtration de l'eau dans le milieu où ils vivent. Ils se rencontrent dans des eaux froides à très froides (2°C en Antarctique par exemple,).
Cette espèce a fait l'objet d'études de capacité à coloniser un substrat artificiel vierge.

## Menaces, pressions, état des populations
C'est une espèce des eaux glacées de l'Antarctique, mais qui semble pouvoir coloniser beaucoup plus rapidement des milieux vierges quand la température de l'eau augmente (même de 1 °C seulement).

Cependant elle peut aussi régresser à cause d'un vêlage accru d'icebergs qui labourent ou raclent le fond marin en détruisant sur leur passage une partie de la faune benthique fixée,.
Le changement climatique depuis quarante ans est responsable d’une augmentation de 0,4 °C en moyenne de la surface océanique, mais localement la croissance de la température a pu être bien plus élevée. Et si les émissions de gaz à effet de serre continuent au même rythme, les modèles prévoient 2 °C de réchauffement en moyenne en surface avant 2100. La croissance de Fenestrulina rugula semble pouvoir être dopée par un réchauffement, même modeste, au détriment des autres espèces.
En effet, en Antarctique Gail Ashton (expert en écologie marine au Smithsonian Environmental Research de Tiburon (Californie) et son équipe ont eu l’idée de tester les effets du réchauffement climatique sur la faune benthique antarctique en réchauffant artificiellement des panneaux posés sur le fond de manière que la température y soit en permanence plus élevée de 1 °C ou de 2 °C. L’expérience a démarré en 2014 avec douze panneaux chauffés par de l’électricité. Ces panneaux ont été disposés à une profondeur de 15 m sur un fond plat, près de la station de recherche de Rothera (petite île au large de la côte ouest de La péninsule antarctique). Quatre de ces panneaux étaient des « témoins » (non-chauffés), déposés à proximité. Au moyen de caméras, les auteurs ont pu suivre la colonisation de chaque panneau par des éponges et des bryozoaires. Un iceberg a détruit l’alimentation électrique après 9 mois, mais les chercheurs ont eu le temps de constater que la colonisation était bien plus rapide sur les panneaux réchauffés (la théorie métabolique prévoit que le taux de croissance biologique augmente d'environ 10% par degré Celsius supplémentaire (jusqu’à un stade d’inconfort), mais ici certaines communautés d’espèces ont doublé leur vitesse de colonisation du milieu sur les panneaux chauffants (par rapport aux panneaux témoins). C’est Fenestrulina rugula qui a été l’espèce dominante en colonisant si rapidement le milieu, qu’elle a réduit la diversité biologique de tous les panneaux chauffés.
Ce travail laisse penser qu’un réchauffement, même modeste pourrait avoir d’importants effets, dès les cinquante prochaines années en Antarctique « en modifiant considérablement la diversité unique des écosystèmes antarctiques » commente Craig Smith (écologue et biologiste marin de l’université de Hawaii) ; il pourrait donc ne pas y avoir de transition douce, mais des changements rapides dans ces écosystèmes.